# ماسامبا سامبو
ماسامبا سامبو (بالفرنسية: Massamba Sambou)‏ هو لاعب كرة قدم سنغالي في مركز الدفاع، ولد في 14 أبريل 1986 في مدينة كولدا في السنغال. شارك مع منتخب السنغال لكرة القدم. أما مع النوادي، فقد لعب مع أيل ليماسول ونادي أتروميتوس ونادي تروا ونادي شاتورو ونادي لوهافر ونادي موناكو ونادي نانت ونورث إيست يونايتد.

## وصلات خارجية
- ماسامبا سامبو على موقع رابطة كرة القدم الفرنسية للمحترفين (الإنجليزية)
- ماسامبا سامبو على موقع قاعدة بيانات كرة القدم.إي يو (الإنجليزية)
- ماسامبا سامبو على موقع بيانات كرة القدم. دي إي (الألمانية)
- ماسامبا سامبو على موقع ناشيونال فوتبول تيمز (الإنجليزية)
- ماسامبا سامبو على موقع Soccerway.com (الإنجليزية)
- ماسامبا سامبو على موقع عالم كرة القدم.نت (الإنجليزية)